# St. Pankratius (Meggenthal)

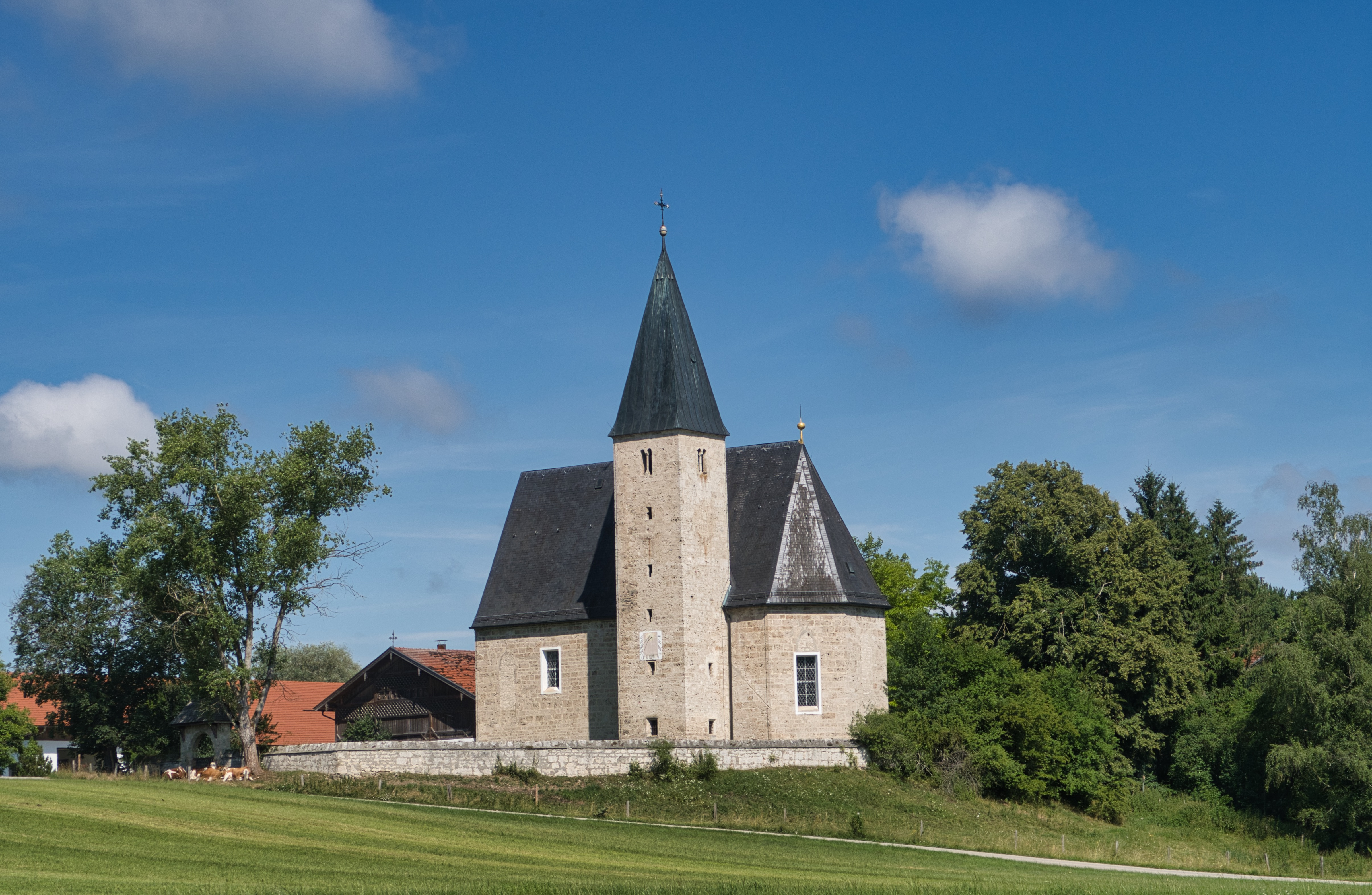
St. Pankratius in Meggenthal

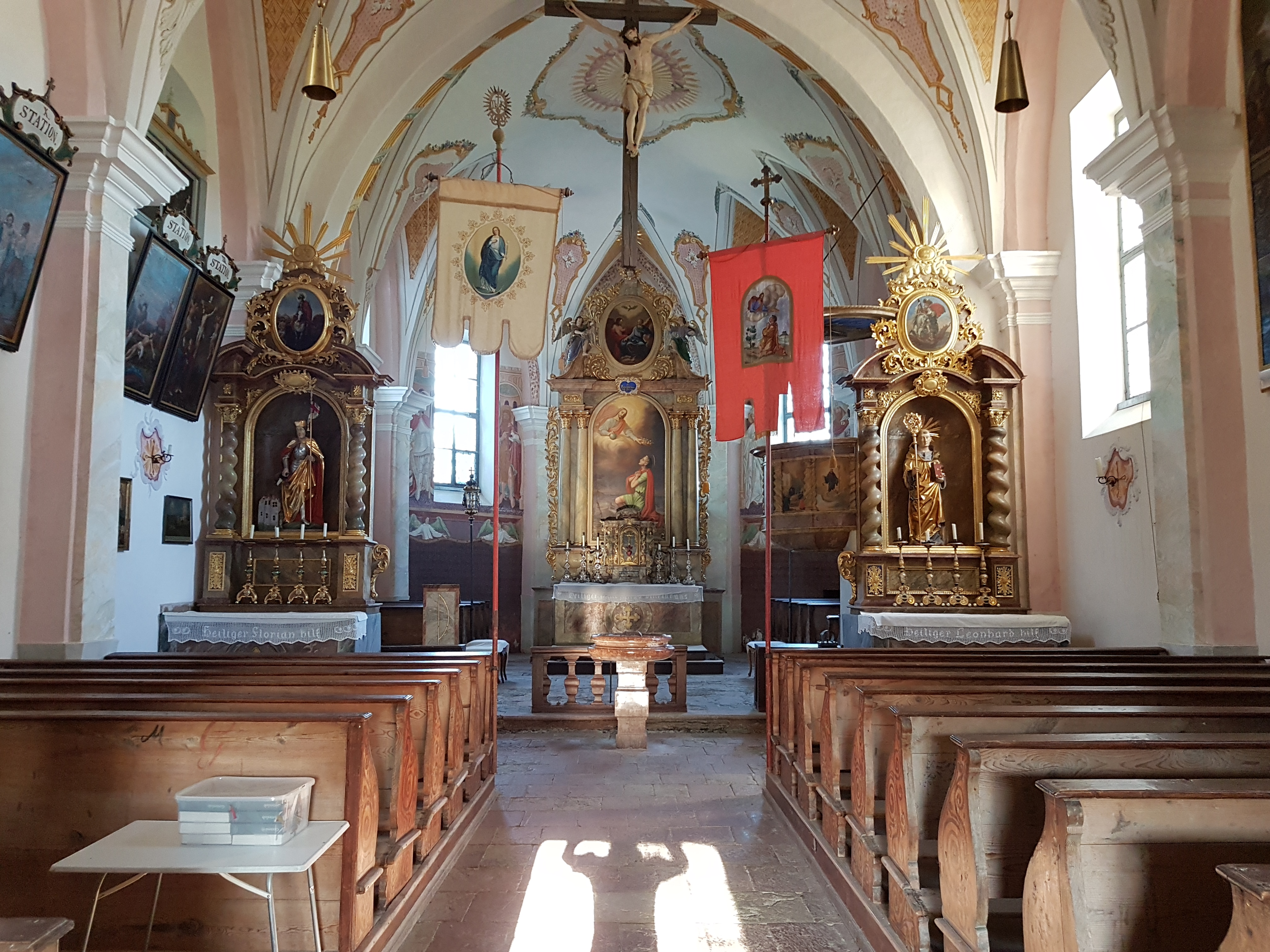
Innenraum

Die römisch-katholische Filialkirche St. Pankratius steht in Meggenthal, einem Gemeindeteil der Stadt Tittmoning im oberbayerischen Landkreis Traunstein. Das Bauwerk ist in der Liste der Baudenkmäler in Tittmoning als Baudenkmal unter der Nr. D-1-89-152-205 eingetragen. Die Kirche gehört zum Dekanat Traunstein im Erzbistum München und Freising. 

## Beschreibung
Die spätgotische Saalkirche aus Quadermauerwerk wurde um 1470/80 gebaut. Sie besteht aus dem Langhaus zu vier Jochen und dem eingezogenen, dreiseitig geschlossenen Chor im Osten. Der Chorflankenturm auf quadratischem Grundriss und mit Pyramidendach steht an der Südwand des Chors. Im obersten Geschoss befindet sich hinter den als Biforien gestalteten Klangarkaden der Glockenstuhl mit zwei Glocken. Die Sakristei mit einem Oratorium im Obergeschoss wurde gegen 1730 an der Nordwand angefügt, als der Innenraum umgebaut wurde.
Die Altäre wurden um 1700 aufgestellt. Auf der Brüstung der Kanzel befindet sich ein Bilderzyklus mit Darstellungen der Legende des Leonhard von Limoges.